# Shayn (cratère)
Pour les articles homonymes, voir Shayn.
Shayn est un cratère lunaire situé sur la face cachée de la Lune.
Le cratère Shayn est situé au sud-ouest du cratère Champollion. Il s'agit d'un cratère érodé qui a subi l'usure des impacts ultérieurs. 
En 1970, l'union astronomique internationale lui a donné le nom de l'astrophysicien russe Grigory Shajn.
Par convention, les cratères satellites sont identifiés sur les cartes lunaires en plaçant la lettre sur le côté du point central du cratère qui est le plus proche de Champollion.
| Shayn | Latitude | Longitude | Diamètre |
| ----- | -------- | --------- | -------- |
| B     | 34.5° N  | 173.5° E  | 35 km    |
| F     | 33.0° N  | 175.5° E  | 38 km    |
| H     | 31.4° N  | 175.5° E  | 38 km    |
| Y     | 35.9° N  | 171.7° E  | 23 km    |